# Acrossocheilus wuyiensis
Acrossocheilus wuyiensis är en fiskart som beskrevs av Wu och Chen, 1981. Acrossocheilus wuyiensis ingår i släktet Acrossocheilus och familjen karpfiskar. Inga underarter finns listade i Catalogue of Life.